# Sinassario

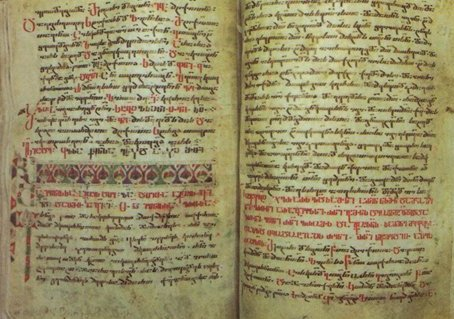
Il «Grande Sinassario» in georgiano dell'XI secolo, conservato a Tbilisi

Sinassario (in greco antico: Συναξάριον?, synaxarion, da συνάγω, synagein, «riunire») è il nome dato dal cristianesimo orientale (Chiesa ortodossa, Chiese ortodosse orientali e Chiese cattoliche orientali) a una raccolta di agiografie, assimilabile al menologio della stessa tradizione e al martirologio della Chiesa latina.
Esistono due tipi di sinassari:
- sinassario semplice, che consiste in una lista di santi, ordinati per anniversario di morte (come il calendario dell'epigrafista italiano Stefano Antonio Morcelli);
- sinassario storico, che comprende notazioni biografiche (per esempio il menologio di Basilio e il sinassario di Jacques Sirmond). Le notizie ivi riportate sono spesso riassunti delle biografie contenute nei grandi menologi o nelle raccolte delle vite dei santi, a coprire i dodici mesi dell'anno.

## Definizioni
L'esatta accezione del nome è cambiata nel corso del tempo. In principio era utilizzato per l'indice del lezionario e, in questo senso, corrisponde ai latini capitulare e comes. In seguito il sinassario è stato integrato dell'intero testo delle pericopi da leggere in chiesa. Per come era concepita la Divina liturgia, si riduceva ai libri del Nuovo Testamento. «Sinassario» rimase il titolo per l'indice di altri lezionari. Senza cambiare nome, fu arricchito dai testi completi di questi lezionari, il cui indice è in genere chiamato menologion heortastikon - un libro ormai difficilmente utilizzato, in quanto superato dal Typikon.
Alcuni calendari medievali erano chiamati sinassari. Sono descritti, per esempio, quelli redatti da Cristoforo di Mitilene (XI secolo) e Teodoro Prodromo (XII secolo).

## Esempi
Il più antico sinassario storico risale, apparentemente, al decimo secolo. Tra i manoscritti medievali ne esiste un gran numero, importante per lo studio della storia della Chiesa. 
Le brevi biografie che li componevano erano scritte o raccolte da vari autori, di cui Simeone Metafraste è il più importante e a cui l'imperatore Basilio II (976 - 1025) ordinò una revisione del sinassario, che rappresenta una base importante dell'edizione ufficiale odierna del Sinassario costantinopolitano. Adesso è utilizzato a parte, incorporato nei Menaia. La memoria dei santi o delle feste viene recitata al Mattutino, dopo la sesta ode del Canone o nella Divina liturgia. Nell'uso moderno per sinassario non si intende l'intera raccolta, ma ogni "lezione" a sé stante nei Menaia e negli altri libri liturgici. 
Le varie tradizioni e chiese cristiane orientali hanno sinassari diversi (che di norma si sono modificati aggiungendo santi nuovi a misura che passavano i secoli), di cui molti sono stati pubblicati: p.e. il Sinassario alessandrino per i cristiani copti; il sinassario etiopico; il sinassario armeno; il sinassario georgiano.